# Les Diables (film, 2002)
Pour les articles homonymes, voir Les Diables.
Pour plus de détails, voir Fiche technique et Distribution.
Les Diables est un film français réalisé par Christophe Ruggia, sorti en 2002. Le film raconte l’amour incestueux de deux orphelins fugueurs, Joseph (Vincent Rottiers) et sa sœur Chloé (Adèle Haenel), autiste non verbale et allergique au contact physique, récit inspiré en partie de la vie du réalisateur Christophe Ruggia. Ce film est cité à propos des agressions sexuelles subies par Adèle Haenel au cinéma, une affaire jugée en décembre 2024 avec un jugement rendu en janvier 2025. 

## Synopsis
Abandonnés à leur naissance, Joseph et Chloé fuguent sans arrêt pour trouver leur maison. Chloé, autiste, ne parle pas et dessine toujours une maison jaune aux volets bleus. Joseph ne veut pas être séparé de sa sœur qui peut, croit-il, retrouver leur maison.

## Fiche technique
- Titre : Les diables
- Réalisation : Christophe Ruggia
- Scénario : Christophe Ruggia et Olivier Lorelle
- Photographie : Éric Guichard
- Montage : Tina Baz
- Musique : Fowzi Guerdjou
- Sociétés de production : Lazennec & Associés, Alta Producción, Arte France Cinéma, Studiocanal
- Pays de production :  France,  Espagne
- Genre : drame
- Durée : 105 minutes
- Dates de sortie :
  - Japon : 23 juin 2002 (French Film Festival)
  - France, Suisse romande : 11 septembre 2002
  - Belgique : 11 décembre 2002

## Distribution
- Adèle Haenel : Chloé
- Vincent Rottiers : Joseph
- Rochdy Labidi : Karim
- Jacques Bonnaffé : Doran
- Aurélia Petit : la mère de Joseph
- Galamelah Lagraa : Djamel
- Dominique Reymond : La directrice
- Mehdi Laribi : Ali
- Brahim Frihi : Patrick
- Omar Berkaled : le capitaine de gendarmerie
- François Négret : un policier
- Laurent Dallias : le second policier
- Bernard Villanueva : le gardien
- Sigolène Moulin : Sylvie
- Elisa Rochette : Sarah
- Nathalie Legros : l'éducatrice
- Marylin Vignon : Isabelle
- Amaury Delobre : François
- Azouz Begag
- Frédéric Pierrot

## Autour du film
L'Enfance égarée est le court métrage qui a inspiré Les Diables. Il s'agit d'un court métrage franco-marocain de Christophe Ruggia d'une durée de vingt-cinq minutes, disponible sur certaines éditions DVD des Diables.
En 2019, l'actrice Adèle Haenel accuse le réalisateur  d'attouchements et de harcèlement sexuel. En 2000, à l'âge de onze ans, Adèle Haenel accompagne son frère lors d'un casting sauvage, et décroche son premier rôle dans Les Diables, alors qu'elle « n’envisageai[t] pas une seconde faire ce métier ». Assisté par sa sœur Véronique Ruggia, Christophe Ruggia réalise un travail de six mois en amont du tournage avec les deux acteurs, afin de « les mettre en confiance pour qu’ils puissent jouer des choses difficiles : l’autisme, l’éveil à la sensualité, la nudité, la découverte de leur corps ». Il explique que de la préparation à la promotion du film, c’est « près d’une année où les enfants sont détachés de leur famille ». Plusieurs proches de l’actrice décriront, dans l'enquête de Mediapart menée par Marine Turchi en 2019, « l’emprise » du metteur en scène qui s’est nouée dans ce « conditionnement » et cet « isolement ». D'autres affirment n'avoir « rien remarqué », comme la monteuse du film qui décrit une « relation paternelle sans ambiguïté » avec Adèle Haenel. Selon l'actrice, après le tournage, cette « emprise » a ouvert la voie entre 2001 et 2004 à des agressions sexuelles et du harcèlement sexuel.
Le procès a lieu en décembre 2024. La cour visualise un extrait du film, dans lequel « Adèle Haenel enfant, joue une jeune autiste qui découvre son corps et sa sensualité. Elle qui embrasse et caresse son jeune partenaire. Elle qui danse un flamenco naïf et troublant devant les fenêtres d'une prison, sous les cris des détenus ». La cour visualise « plusieurs scènes de sexe entre les enfants et des gros plans sur le corps nu d’Adèle Haenel », alors que la victime présumée a détourné le regard au moment de la projection. D'après France Info, « on y voit l'apprentie comédienne nue, dans des scènes sexualisées et incestueuses avec celui qui joue le rôle de son frère, Vincent Rottiers. Les deux adolescents sont filmés en train de s'embrasser, avec la langue, de se caresser. Rien n'est suggéré, tout est montré ou presque ». 
Christophe Ruggia nie en bloc avoir agressé sexuellement Adèle Haenel après la sortie du film,. Un premier jugement est rendu en janvier 2025 aboutissant à une condamnation de Christophe Ruggia. Le réalisateur et son avocate décident aussitôt de faire appel.